# Adenau

Adenau, pronunțat în germană /ˈaːdənaʊ/, v. AFI, este un municipiu în districtul Ahrweiler, în landul Renania-Palatinat, Germania. Este situat în munții Eifel, la o distanță de aproximativ 25 km sud-vest de orașul Bad Neuenahr-Ahrweiler. Adenau este faimos prin faptul că e situat pe o parte a buclei de nord (Nordschleife) a circuitului de curse auto Nürburgring.

## Orașe înfrățite
- Sillery, Franța
- Mellieħa, Malta
- Castione della Presolana, Italia